# Bravi ragazzi/Sono amici
Bravi ragazzi/Sono amici è un singolo di Miguel Bosé pubblicato nel 1982.
Entrambi i brani sono scritti da Maurizio Fabrizio per la musica e da Guido Morra per il testo, e sono tratti dall'album Bravi ragazzi
Il disco debutta all'ottavo posto il 3 luglio 1982 rimanendo in classifica fino al 13 novembre dello stesso anno; alla fine del 1982 si piazza quarto nella classifica dei singoli più venduti.

## Bravi ragazzi
Dopo aver trionfato al 32º Festival di Sanremo con Storie di tutti i giorni, cantata da Riccardo Fogli, la coppia Fabrizio-Morra scrive e compone questa canzone con la quale il giovane Miguel Bosé partecipa in estate al Festivalbar e a fine stagione esce vincitore. 
La canzone è stata riproposta nel serale di Amici di Maria De Filippi dell'11 maggio 2013, in cui Miguel Bosé ha duettato con Verdiana Zangaro e Ylenia Morganti della squadra blu.

## Tracce
LATO A
1. Bravi ragazzi (testo: Guido Morra – musica: Maurizio Fabrizio)

LATO B
1. Sono amici (testo: Guido Morra – musica: Maurizio Fabrizio)